# Nachal Dumija
Nachal Dumija (hebrejsky נחל דומיה též נחל דומייה) je vádí v jižním Izraeli, na severovýchodním okraji Negevské pouště, respektive v Judské poušti.
Začíná v nadmořské výšce okolo 600 metrů v hornaté krajině severně od města Arad, nedaleko jižního úbočí hory Har Ješu'a. Vede pak k západu a severozápadu, přičemž se postupně zařezává do okolního terénu. Je turisticky využíváno. Od jihu přijímá zleva vádí Nachal Chesed. U hory Har Leta'ot ústí zprava do vádí Nachal Ce'elim, které jeho vody odvádí do Mrtvého moře.